# Streets of Rage (jogo eletrônico)
Streets of Rage (ベア・ナックル 怒りの鉄拳, Bare Knuckle: Ikari no Tekken, geralmente abreviado como SOR) é um jogo eletrônico de beat 'em up que foi desenvolvido e publicado pela Sega para o Mega Drive. Foi lançado nos Estados Unidos em 31 de dezembro de 1990 e no Japão no dia 2 de agosto de 1991. É o primeiro jogo da série Streets of Rage seguido por Streets of Rage 2 (1992), Streets of Rage 3 (1994) e Streets of Rage 4 (2020). O jogo foi convertido para Wii em fevereiro de 2007, para iOS em julho de 2009[carece de fontes?] e para Android em 2017.

## História
A introdução do jogo segue:
| “ | Esta cidade já foi um lugar feliz e tranquilo... Até que um dia, uma poderosa organização criminosa tomou conta da cidade. Um sindicato cruel logo teve o controle do governo e até mesmo da policia. A cidade tornou-se um centro de violência e de criminalidade, onde ninguém está seguro. Em meio a essa turbulência, um grupo de jovens determinados jurou limpar a cidade. Entre eles estão Adam Hunter, Axel Stone e Blaze Fielding. Eles estão dispostos a arriscar qualquer coisa ... até as suas vidas... nas... Ruas de Fúria (Streets of Rage, no original). | ” |

## Jogabilidade
Semelhante ao jogo Golden Axe, que foi lançado dois anos antes pela Sega, inimigos a pé aparecendo na tela de ambos os lados, onde o combate corpo a corpo contra múltiplos oponentes é o objetivo principal. Antes do jogo começar, o jogador escolhe entre três personagens principais, Adam, Axel e Blaze, cada um com seu próprio estilo de luta. Streets of Rage é composto por oito fases, conhecidos como rounds, no final de cada round o jogador enfrentará um mestre, com exceção da fase 7.
Ao contrário das outras versões, nenhum dos inimigos são nomeados no decorrer do jogo (apenas no manual da versão japonesa) e só os mestres têm medidores de vida. No Streets of Rage, o ataque especial é a assistência do Robocop, que de certa distância dispara da viatura tiros de metralhadora ou uma rajada do lança-chamas, acertando todos os inimigos da tela. Na 8ª fase, os ataques especiais não podem ser usados.
Na oitava fase, você lutará com todos os mestres do jogo, além do Mr. X. As fases são:
| Round | Descrição              | Nome em português |
| ----- | ---------------------- | ----------------- |
| 1     | City Street            | Rua da Cidade     |
| 2     | Inner City             | Subúrbio          |
| 3     | Beachfront             | Beira-mar         |
| 4     | Bridge                 | Ponte             |
| 5     | Aboard Ship            | A Bordo do Navio  |
| 6     | Factory                | Fábrica           |
| 7     | Freight Elevator       | Elevador de Carga |
| 8     | Syndicate Headquarters | QG do Sindicato   |

## Personagens

Os três personagens.

- Adam Hunter (esquerda) é um ex-policial e boxeador de 23 anos. Ele é notavelmente mais lento que os outros personagens, o segundo mais forte dentre os três e com maior capacidade de salto. Esta é a única aparição de Adam como um personagem jogável na série Streets of Rage, porém seu irmão caçula, Skate, aparece nos outros jogos da série. Adam mais tarde voltaria a ser selecionável em Streets of Rage Remake. Seu hobby é o bonsai.

- Axel Stone (centro) é um ex-policial e artista marcial de 22 anos. Ele é o mais equilibrado dos três personagens: mais lento que Blaze mas mais rápido e mais forte do que Adam. Seu único atributo negativo é a sua capacidade de salto em comparação com os outros personagens. Axel, junto com Blaze, aparece com destaque em cada jogo da série Streets of Rage. Seu hobby são jogos de videogame.

- Blaze Fielding (direita) é uma ex-policial e especialista em judô de 21 anos. Ela é um pouco mais fraca do que os outros personagens, mas é a mais ágil dos três pois pode se movimentar mais rápido. Seu salto é um pouco inferior ao de Adam. Seu hobby é a lambada.

## Legado

### Sequencias
Streets of Rage foi um sucesso, vendendo mais de 2,6 milhões de cópias em todo o mundo, gerando as sequências Streets of Rage 2 em 1992 e Streets of Rage 3 em 1994. Uma quarta versão, previamente conhecida como "Streets of Rage 4", entrou em desenvolvimento numa parceria da empresa japonesa com a Core Design. Após um desentendimento da Sega com a desenvolvedora britânica, os japoneses alegaram que a Core Design desejava portar a série para outras plataformas. Como resultado, a empresa britânica reuniu o material e deu nova roupagem sob o nome de "Fighting Force".

Recentemente, uma equipe denominada Bombergames disponibilizou na rede um remake de Streets of Rage. Streets of Rage Remake une as características dos três jogos da série em um único jogo, incluindo todas as fases, personagens e músicas, além de também possuir fases e músicas originais, entre outras coisas.
Porém uma semana depois que foi disponibilizado na internet, o jogo foi tirado do ar a pedido da Sega. Em comunicado, a Sega anunciou que tomou medidas para proteger seus direitos de propriedade intelectual. Apesar desse fato, Streets of Rage Remake é facilmente encontrado para download na internet.

### Trilha Sonora
As músicas do game foram compostas por Yuzo Koshiro, que também fez a trilha de The Revenge of Shinobi, e seguiam uma linha techno-rock, misturando guitarras e baterias eletrônicas. Atualmente, os CDs com as trilhas sonoras de Streets of Rage valem um bom dinheiro em leilões.
Mas foi com Streets of Rage 2, que Yuzo Koshiro atingiu o auge de sua carreira, chegando até mesmo a fazer as músicas de ActRaiser e Super Adventure Island, para SNES. Em Streets of Rage 3, compôs junto com Motohiro Kawashima (que já havia trabalhado com Yuzo em algumas músicas de "Streets of Rage 2"), mas não agradou muito e aí teve início o declínio de sua carreira.

### Curiosidade
Não se sabe se é uma falha na história mas o curioso é que no 1º game os personagens tem entre 21 e 23 anos e já são descritos como ex-policiais, quando na verdade, com esta idade mal teriam tido tempo de se formar na academia de polícia. Uma possível explicação pra se contornar esta 'falha' seria dizer que ao se formarem se decepcionaram com o sistema e resolveram enfrentar o crime com as próprias mãos.